# رافائيل روسي برانكو
رافائيل روسي برانكو (25 يوليو 1990 في البرازيل - ) هو لاعب كرة قدم برازيلي في مركز الدفاع. لعب مع برايتون أند هوف ألبيون وسويندون تاون ونادي فيتوريا سيتوبال ونادي كروزيرو وPorto Alegre Futebol Clube ‏ ونادي وايتهوك.

## وصلات خارجية
- رافائيل روسي برانكو على موقع قاعدة بيانات كرة القدم.إي يو (الإنجليزية)
- رافائيل روسي برانكو على موقع Soccerbase.com (لاعب) (الإنجليزية)
- رافائيل روسي برانكو على موقع Soccerway.com (الإنجليزية)